# Кристиан Албрехт (Хоенлое-Лангенбург)
Кристиан Албрехт Лудвиг фон Хоенлое-Лангенбург (на немски: Christian Albrecht Ludwig zu Hohenlohe-Langenburg; * 27 март 1726, Лангенбург; † 4 юли 1789, Лудвигсруе при Лангенбург) е 2. княз на Хоенлое-Лангенбург (1765 – 1789) и нидерландски генерал-лейтенант.

## Биография
Той е най-възрастният син на княз Лудвиг фон Хоенлое-Лангенбург (1696 – 1765) и съпругата му графиня Елеанора фон Насау-Саарбрюкен (1707 – 1769), дъщеря на граф Лудвиг Крафт фон Насау-Саарбрюкен и съпругата му графиня Филипина Хенриета фон Хоенлое-Лангенбург.
На 16 януари 1765 г. Кристиан Албрехт получава титлата княз. Издигнат е в ранг генерал-лейтенант на служба на Нидерландия. На 29 май 1772 г. той става граф на Глайхен.
Той е дядо чрез дъщеря си Луиза Елеонора на великобританския крал Вилхелм IV (1765 – 1837).

## Фамилия
Кристиан Албрехт се жени на 13 април 1761 г. в Гедерн за принцеса Каролина фон Щолберг-Гедерн (* 27 юни 1732; † 28 май 1796), дъщеря на княз Фридрих Карл фон Щолберг-Гедерн и графиня Луиза Хенриета фон Насау-Саарбрюкен. Те имат децата:
- Карл Лудвиг (1762 – 1825), 3. княз на Хоенлое-Лангенбург, женен на 30 януари 1789 г. за графиня Амалия Хенриета Шарлота фон Золмс-Барут (1768 – 1847)
- Луиза Елеонора (1763 – 1837), омъжена на 27 ноември 1782 г. за херцог Георг I Фридрих Карл фон Саксония-Майнинген (1761 – 1803)
- Густав Адолф (1764 – 1796), генерал-лейтенант
- Кристиана Каролина (1765 – 1768)
- Лудвиг Вилхелм (1767 – 1768)
- Кристиан Август (1768 – 1796)
- Августа Каролина (1769 – 1803)